# Галицьке повстання (1846)

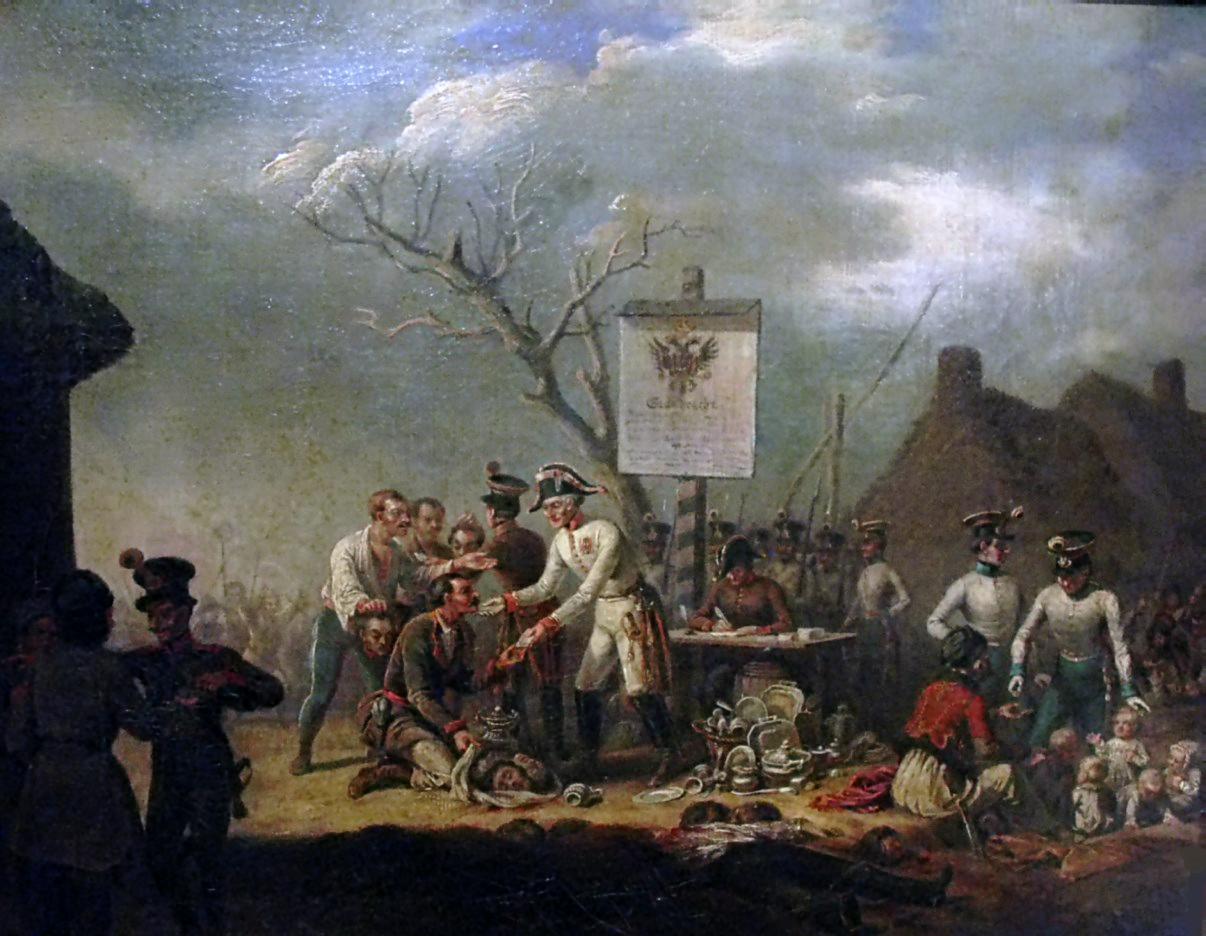
«Галицька різанина (1846 року)». Художник Ян Левицький

Га́лицьке повста́ння (га́лицька різанина) 1846 ро́ку (пол. rabacja galicyjska, rzeź galicyjska, rzeź tarnowska, rabacja chłopska) — селянське повстання в західних областях Галичини в другій половині лютого та березні 1846 р. Повстання характеризували погроми польської шляхти.
Найвідомішим ватажком селянських загонів був Якуб Шеля.

## Причини та перебіг
У лютому 1846 року у Кракові, на той час вільному місті, спалахнуло повстання на підтримку відновлення Польської держави (polskie sprzysiężenie niepodległościowe).
Австрійська влада напередодні Весни народів для придушення спалаху повстання за незалежність Польщі (приєднаної в результаті Першого поділу Польщі) використовувала невдоволення місцевих жителів, а також поширювала чутки про те, що шляхта планує розпочати силові дії проти селянства, метою яких буде їх масове вбивство.
Це дало поштовх для вбивств і грабежів дворянських маєтків.
Практично одночасно з краківським почалося повстання селян у Галичині. Навколишні галицькі селяни піднялися проти поміщиків і фактично виявилися союзниками австрійського уряду.
Галицьке повстання почалося 19 лютого 1846 року. Збройні загони селян пограбували і знищили впродовж декількох днів лютого–березня 1846 понад 500 маєтків (у районі Тарнова знищено більше, ніж 90 % садиб). Убито, часто найжорстокішим способом (звідси і назва цих подій «різанина»), від 1200 до 3000 осіб, майже виключно представників шляхти, знаті, державних чиновників, десятки католицьких священників.
Почалася серія взаємних нападів повстанців на менші за кількісним складом повстанських загони, які прямували до Кракова.
Жертви різанини були поховані у братських могилах за межами міста, де пізніше виникло Старе кладовище в Тарнові.
Коли краківське повстання було придушене і селяни були більше не потрібні австрійській владі, армія в короткі терміни відновила спокій. В Галичині настав мир, проте ще довго згадувалися вбивства і грабежі, які охопили, в основному, райони Тарнова, Сянока, Нового Сонча та ін.
Кровопролиття мали місце тільки в тих місцевостях, де за ініціативи католицької церкви розвивався масовий рух тверезості, який протягом кількох років призвів до зниження споживання алкоголю серед місцевого населення. Ймовірно, неможливість затопити селянські кривди в алкоголі стала причиною посилення різкого характеру повстання.

### Монографії, дослідження
- Wiśniewski, Wojciech: Jeszcze o Macieju Boguszu Stęczyńskim i rabacji 1846 roku: nieznany poemat o rzezi galicyjskiej, Płaj, T. 32 (2006), s. 27-45
- Stefan Kieniewicz, Ruch chłopski w Galicji w 1846 roku, Wrocław 1951 (монографія про причини і описі Галицької різанини)
- Czesław Wycech, Rok 1846 w Galicji, Warszawa 1958

### Хроніки
- Jan Marian Włodek, Goetz-Okocimscy. Kronika rodzinna 1590—2000
- Jan Burlikowski, Kronika Miasta Brzeska

### Художні твори
- Іван Франко. Гриць і панич // І.Франко. З бурливих літ. Львів, 1903, с. 39–179 [Архівовано 25 лютого 2016 у Wayback Machine.]
- Іван Франко. Різуни // І.Франко. З бурливих літ. Львів, 1903, с. 1–37 [Архівовано 25 лютого 2016 у Wayback Machine.]